# بني جعبة (كشر)

تعديل مصدري - تعديل

بني جعبة هي إحدى قرى عزلة عاهم بمديرية كشر التابعة لمحافظة حجة، بلغ تعداد سكانها 174 نسمة حسب تعداد اليمن لعام 2004.